# Mare de Déu Assumpta de Tornabous
Mare de Déu Assumpta de Tornabous és l'església parroquial de Tornabous (Urgell) inclosa a l'Inventari del Patrimoni Arquitectònic de Catalunya. Els vestigis de la primitiva església de Santa Maria que estan integrats dins la nova parròquia, situada al carrer Major de la vila.

## Història
Del lloc i castell de Tornabous hi ha referències des del segle xii, però pel que fa a l'església parroquial, no se'n tenen fins a èpoques molt tardanes. El 1172 es fa esment del delme de Tornabous, cosa que fa suposar l'existència d'una organització eclesiàstica. Segons la visita pastoral que realitzà el bisbe d'Urgell Joan d'Espés a l'oficialitat d'Agramunt l'any 1515, en aquell moment el poble tenia una església en molt bon estat, sense altars laterals ni sagristia. L'altar principal era presidit per una imatge de la Mare de Déu. Hi havia una vicaria i el poble tenia uns 40 habitants.

## Arquitectura
L'actual església presenta un aspecte eclèctic a causa de diverses reconstruccions i ampliacions. Està formada per una nau central ampla recorreguda per arcs apuntats. A banda i banda de la nau central i separades per arcs rampants, hi ha dues naus laterals de poca amplada amb altars i capelles. L'absis és poligonal. Les parets de tota l'església són arrebossades i emblanquinades, tant les de la construcció original del romànic tardà com les de nova factura.
Les restes de l'època romànica tardana formen una mena de nau transversal annexa als peus de l'església, a manera d'atri. Aquesta nau és de llargada igual a l'amplada total del temple modern. Adossades al mur de la nau hi ha unes pilastres d'amplada considerable, de secció quadrangular, amb un capitell en forma de piràmide truncada invertida. A la part frontal i lateral dels capitells es pot veure la forma d'un escut en relleu, llis. Les pilastres són formades per carreus regulars i el capitell és monolític. De les pilastres arrenquen arcs torals apuntats que sostenien una volta de canó, posteriorment substituïda per una volta de llunetes. Per documentació fotogràfica se sap que la porta original d'arc de mig punt  amb grans dovelles s'obria a la façana de ponent del temple primitiu que era coronada per un campanar d'espadanya de dos ulls. Es tractaria d'un edifici de datació tardana, segurament cap al segle xiv, fidel a formacions arquitectòniques més antigues.

### Imatge de la Mare de Déu amb el Nen
A l'altar de l'antiga església romànica, hi ha la imatge de la Mare de Déu amb el Nen, realitzada en pedra policromada, datada a la segona meitat del segle xiv. El més segur és que pertany a l'escola de Lleida, la seva tipologia correspon a la de moltes marededeus d'aquesta època. Alguns autors apunten que té un estil de composició que recorda l'obra de Jaume Cascalls.